# 共建維港委員會
共建維港委員會（英語：Harbour-front Enhancement Committee）是於2004年5月1日成立的香港公營機構，於2004年5月1日成立，負責根據可持續發展的原則，就維多利亞港現有及新海旁的規劃、土地用途和發展向香港政府提供意見，保護維多利亞港的同時，透過均衡而有效的公眾參與，確保公眾得以享用維多利亞港。

## 簡介
2000年代初期，由於香港政府計劃於中環及灣仔填海以興建中環灣仔繞道，保護海港協會引用的《保護海港條例》向法院提出司法覆核以阻止上述的填海工程，保護海港協會縱然敗訴，惟令到香港政府關注到香港市民對保護維多利亞港的訴求，因而成立共建維港委員會以作為聽取公眾對維多利亞港兩岸的規劃、土地用途和發展的一個渠道，並且經由發展局局長向香港政府提供意見。成立6年以來，共建維港委員會多次掃除對維多利亞港填海的爭議，使到中環灣仔繞道及《啟德發展計劃》得以在社會上建立共識，工程獲得順利進行。
2010年2月月底，共建維港委員會完成其歷史任務，於同年年中升格為海濱建設委員會，架構上更改為向財政司司長負責。

## 歷任主席
- 李焯芬